# Völkerrechtsklausel
Unter dem Begriff Völkerrechtsklausel werden im weiteren Sinne verfassungsrechtliche Regelungen verstanden, die das Verhältnis der innerstaatlichen Rechtsordnung zu Normen des Völkerrechts regeln. Im engeren Sinne wird der Begriff für die Regelung in Art. 25 Grundgesetz verwandt, wonach die allgemeinen Regeln des Völkerrechtes Bestandteil des deutschen Bundesrechts sind und den Gesetzen vorgehen.
Als allgemeine Regeln des Völkerrechts im Sinne von Art. 25 GG sind die Regelungen des Völkergewohnheitsrechts anerkannt. Nach Ansicht des Bundesverfassungsgerichts und der herrschenden Lehre erstreckt sich der Begriff auch auf die allgemeinen Rechtsgrundsätze des Völkerrechts, wie etwa den Grundsatz pacta sunt servanda. Nicht erfasst ist hingegen Völkervertragsrecht, soweit es nicht dem Gewohnheitsrecht des Völkerrechts folgt oder selbst Völkergewohnheitsrecht geworden ist.
Art. 25 GG ordnet nach herrschender Meinung und Rechtsprechung einen „Zwischenrang“ zwischen (Bundes-)Verfassungsrecht und einfachem Recht an. Dies hat zur Folge, dass bei einem Widerspruch zwischen allgemeinen Regeln des Völkerrechts und innerstaatlichem Recht letzteres zunächst völkerrechtskonform auszulegen ist oder, wenn dies nicht möglich ist, nicht angewendet werden kann (Anwendungsvorrang der allgemeinen Regeln des Völkerrechts). Das kollidierende innerstaatliche Recht ist indes nicht nichtig. Die Bestimmungen des Grundgesetzes gehen den allgemeinen Regeln des Völkerrechts hingegen vor.
Deutsche Behörden und Gerichte müssen ebenso wie der Gesetzgeber die allgemeinen Regeln des Völkerrechts von Amts wegen beachten. Ist in einem anhängigen Gerichtsverfahren streitig, ob eine allgemeine Regel des Völkerrechts Bestandteil des Bundesrechts ist und ob sie unmittelbar Rechte und Pflichten für den Einzelnen erzeugt, hat das Gericht gemäß Art. 100 Absatz 2 GG die Frage dem Bundesverfassungsgericht vorzulegen.